# Nava „Blaj”
Vrachierul (mineralierul) Blaj a fost o navă maritimă a marinei comerciale române. A fost una dintre cele 300 nave care au alcătuit flota comercială română.
A fost construită în anul 1978, la șantierul Naval Galați.

## Caracteristici
- deplasament: 55.000 tdw (tone dead-weight)
- lungimea: 220 m
- lățimea: 32,2 m
- pescajul: 17 m
- viteză: 16 Nd

Din aceeași clasă au mai făcut parte alte 5 nave. Toate purtau numele unor localități din România și au fost construite pe șantierele navale de la Galați și Mangalia.